# Saló Internacional del Còmic de Barcelona de 1993
L'11è Saló Internacional del Còmic de Barcelona es va celebrar entre el dijous 6 i el diumenge 9 de maig de 1993 a l'antic Mercat del Born.
Seguint la línia les dues edicions anteriors, les quals havien comptat amb un país invitat (Regne Unit i Alemanya, respectivament), l'edició d'enguany també va tenir com a protagonista a un país, en aquesta ocasió el Japó. Els editors més importants del país del manga havien confirmat la seva assistència al Saló, que va destacar per la forta presència de editorals nipones. El manga anava afermant així la seva presència al país, després del punt d'inflexió assolit amb el gran èxit dels animes Dr. Slump i sobretot Bola de Drac, els quals TV3 havia començat a emetre uns anys abans. En l'edició anterior, el Saló ja havia dedicat una de les exposicions centrals al fenomen Bola de Drac i el còmic japonès acabaria de consumar el seu ascens el 1995, quan el manga es va independitzar del Saló obtenint el seu propi certamen: el Saló del Manga.
Pel que fa a l'assistència, l'organització del Saló comptava amb rebre 80.000 visitants. El director del Saló, Joan Navarro, comentava que aquesta xifra rècord era la màxima que el Born podia arribar a absorbir en 4 díes.
El Saló de 1993 fou la tercera i darrera edició celebrada al Born, ja que l'any següent, el Saló estrenaria nova ubicació a l'Estació de França, després d'haver passat per Fira de Barcelona (1981-85), i les Drassanes (1988-90).

## Cartell
El dibuixant Miguel Gallardo fou l'encarregat d'il·lustrar el cartell promocional de l'11a edició del Saló. El cartell mostra un dibuixant de còmics en plena acció. D'esquenes i proveït de barret i americana vermelles, l'artista aguanta un pot de tinta amb una mà, i amb l'altre està traçant amb pinzell les vinyetes d'una pàgina de còmic fixada sobre un cavallet.

## Exposicions
- Japó. Exposició dedicada al Japó, país invitat de la 11a edició del Saló del Còmic. Va fer un repàs a l'obra de 25 autors japonesos, des de clàssics com Osamu Tezuka fins als exponents de les noves tendències, passant per valors a l'alça del moment, com Akira Toriyama, Katsuhiro Otomo, i Yoshihiro Tatsumi. L'exposició conincidia amb la gran presència d'autors japonesos al Saló, que foren la gran atracció de l'edició de 1993.
- Mortadelo y Filemón. Exposició que va recopilar els còmics més esencials de la llarga trajectòria dels cèlebres personatges de Francisco Ibáñez amb motiu del 35è aniversari. El 1993, Mortadel·lo i Filemó celebraven 35 anys des de la seva creació.

### Exposicions dels guanyadors del Saló Internacional del Còmic de Barcelona de 1992
- Raf. Exposició que va recollir l'obra esencial de Raf, un autor històric de l'escola Bruguera. L'autor havia rebut el Gran Premi del saló de 1992.
- Perro Nick. Esposició dedicada a la darrera obra de Miguel Gallardo, guanyador del premi a la millor obra del Saló de 1992 pel còmic Perro Nick.
- Ralf König. Exposició que va mostrar el procés creatiu de l'autor alemany Ralf König, guanyador del premi a la millor obra estrangera del Saló del Còmic de 1992 per l'àlbum El condó assassí.
- Anal-core. Esposició sobre l'obra de l'autor Miguel Ángel Martín, proclamat autor revelació del Saló del Còmic de 1992. L'exposició fou una introducció a l'univers violent i eròtic de l'autor. No recomenada per menos de 18 anys.

## Palmarès

### Gran Premi del Saló
- Alfonso Font

### Millor obra
| Títol             | Autor                      | Editorial |
| ----------------- | -------------------------- | --------- |
| El octavo día     | Daniel Torres              | Norma     |
| Ángel             | Iron Mediavilla            | La Cúpula |
| El hombre que ríe | Fernando de Felipe         | Toutain   |
| Qué gente!        | Tha Tharrats Joan Tharrats | El Jueves |
| Trazo de tiza     | Miguelanxo Prado           | Norma     |

### Millor obra estrangera
| Títol                      | Títol original                                | Autor                          | Editorial | País         |
| Las mujeres perdidas       | Love and Rockets Vol. 3: Las Mujeres Perdidas | Jaime Hernández                | La Cúpula | Estats Units |
| Las siete vidas de Gavilán | Les Sept Vies de l'Épervier                   | André Juillard Patrick Cothias | Norma     | França       |
| The Sandman                | The Sandman                                   | Neil Gaiman                    | Zinco     | Estats Units |

### Autor revelació
| Autor            | Títol                                | Editorial |
| ---------------- | ------------------------------------ | --------- |
| Calpurnio        | El bueno de Cuttlas contra los malos | Makoki    |
| Mauro Entrialgo  |                                      |           |
| Iron             | Ángel                                | La Cúpula |
| Rafa Fontériz    |                                      |           |
| Sergi San Julián |                                      |           |

### Millor fanzine
| Títol               |
| ------------------- |
| El Nuevo Maquinista |
| El Boletín          |
| Frente Comixario    |
| Comicguia           |
| El Wendigo          |
| Studio              |

### Menció especial
El jurat va concedir una menció especial al diari El observador pel seu suport al còmic. També va atorgar un guardó pòstum a Manuel López Blanco i a Chiqui de la Fuente.

## Programació cultural
| Data                | Hora     | Acte |
| ------------------- | -------- | --- |
| Dijous 6 de maig    | 13.00 h. | Taula rodona: situació actual de la historieta espanyola. Ponents: Josep Maria Berenguer, Felipe Borrayo, Josep Gálvez, Fernando de Felipe, Joaquim Vega |
| Dijous 6 de maig    | 16.00 h. | Projecció de diversos curtmetratges d'animació Autors: Calpurnio, Javier Olivares, Micharmut i diversos autors japonesos                                 |
| Dijous 6 de maig    | 19.00 h. | Taula rodona: present i futur dels fanzines Ponents: Àlex Cullel, Luís Ángel Martínez, Moxon, Climent Anglada, Asisko                                    |
| Divendres 7 de maig | 11.00 h. | Projecció d'audiovisuals diversos |
| Divendres 7 de maig | 12.00 h. | Presentació de la sèrie d'animació Fly Ponents: Koji Inada, Riku Sanjo, Oleguer Sarsanedas                                                               |
| Divendres 7 de maig | 13.00 h. | Taula rodona: són massa violents els dibuixos animats? Ponents: Víctor Mora, Oleguer Sarsanedas, Jordi Costa, Joan Farrés                                |
| Divendres 7 de maig | 16.00 h. | Taula rodona: Reflexa el Saló l'actualitat del còmic a Espanya? Ponents: Juanjo Sarto, Cels Piñol, Carlos Pacheco, Xavi Marturet, Carlos Giménez         |
| Divendres 7 de maig | 17.00 h. | Taula rodona: El futur del còmic infantil Ponents: Miquel Pellicer, Ana Bermejo, Ramón Brau, Job, Francisco Ibáñez                                       |
| Dissabte 8 de maig  | 11.00 h. | Trobada amb Gérard Lauzier |
| Dissabte 8 de maig  | 12.00 h. | Taula rodona : l'historieta, peça de museu Ponents: Jerry Robinson, François Vié, Charles Dierik, Jesús Cuadrado                                         |
| Dissabte 8 de maig  | 16.00 h. | Presentació de les novetats de l'editorial janponesa Kodansha                                                                                            |
| Dissabte 8 de maig  | 17.30 h. | Trobada amb Buichi Terasawa, Katsuhiro Otomo, Masachi Tanaka, Ryoichi Ikegami, Jiro Taniguchi, Koji Inada, Riku Sanjo, Suehiro Maruo, Shinya Tsukamoto   |
| Dissabte 8 de maig  | 19.00 h. | Entrega de premis del 10è Concurs Infantil i juvenil de l'Institut Català de Serveis a la Juventut                                                       |
| Diumenge 9 de maig  | 11.00 h. | Trobada amb Alan Davis i Doug Breathweught |
| Diumenge 9 de maig  | 16.00 h. | Projecció d'audiovisuals i del documental Què se n’ha fet del "comix" espanyol?                                                                          |
| Diumenge 9 de maig  | 17.00 h. | Trobada amb Francisco Ibáñez |
| Diumenge 9 de maig  | 18.00 h. | Taula rodona: llibertat o mort: els còmics i el sida Ponents: Laura, Annie Goetzinger, Damián Carulla, Raúl Azzarini                                     |

## Invitats internacionals
Katsuhiro Otomo, Jiro Taniguchi, Suehiro Maruo, Ryōichi Ikegami, Masashi Tanaka, Koji Inada, Riku Sanjo, Buichi Terasawa, Jerry Robinson, Gérard Lauzier, Alan Davis, Hugo Pratt, Ralf König (visita cancel·lada), Doug Breathweight, Gilbert Shelton, Annie Goetzinger, Job i Martz Schmidt.

## Organització
- President: Carlos Giménez
- Director: Joan Navarro
- Coordinació d'exposicions: Marta Sierra i Cusso
- Relacions internacionals: Santiago B. Olmo
- Secretària: Pilar Gutierrez
- Assistent: Jacinto Ciprés
- Cap de Premsa: Alejandra Riera
- Publicitat: Victoria Bermejo
- Programació de la Sala d'Actes: Antoni Guiral
- Comitè executiu: Antonio Martín, Julia Galán, Josep M. Berenguer, Albert Mestres, Tomás Marco, Horacio Altuna i Rafa Martínez.